# Аљекшинце
Аљекшинце (слч. Alekšince) насељено је мјесто са административним статусом сеоске општине (слч. obec) у округу Њитра, у Њитранском крају, Словачка Република.

## Становништво
| Година:    | 1994. | 2004.   | 2014.   | 2024.   |
| ---------- | ----- | ------- | ------- | ------- |
| Број људи: | 1602  | 1708    | 1682    | 1802    |
| Разлика:   |       | +6,61 % | -1,52 % | +7,13 % |

| Година:    | 2023. | 2024.   |
| ---------- | ----- | ------- |
| Број људи: | 1762  | 1802    |
| Разлика:   |       | +2,27 % |

Према подацима о броју становника из 2024. године насеље је имало 1802 становника.